# Komanlı
Komanlı è un comune dell'Azerbaigian situato nel distretto di Cəlilabad. Conta una popolazione di 2.696 abitanti.